# À l'ombre de l'ange
Albums de Éric Lapointe
Invitez les vautours Coupable
À l'ombre de l'ange est le troisième album d'Éric Lapointe, sorti en 1999. L'album qui s'est vendu à 225 000 exemplaires, comprend le succès « Mon ange ».

## Titres
| No  | Titre                   | Paroles         | Musique                    | Durée |
| --- | ----------------------- | --------------- | -------------------------- | ----- |
| 1.  | Le miroir               | Tabra, Lapointe | Lapointe, Dufour           | 5:01  |
| 2.  | Ma gueule               | Thibault        | Macabal                    | 4:17  |
| 3.  | Mon ange                | Lapointe, Tabra | Lapointe, Pineault         | 4:27  |
| 4.  | On commence à s'quitter | Lapointe, Tabra | Pineault, Lapointe, Dufour | 3:40  |
| 5.  | Motel 117               | Tabra, Lapointe | Lapointe, Dufour           | 4:34  |
| 6.  | Le cœur au vif          | Lapointe, Tabra | Lapointe, Dufour           | 4:34  |
| 7.  | Dernier service         | Tabra           | Lapointe, Dufour           | 4:11  |
| 8.  | Partir en paix          | Lapointe        | Lapointe, Dufour           | 4:17  |
| 9.  | Tendre fesse            | Lapointe        | Lapointe, Dufour           | 4:29  |
| 10. | 1-900-XXX               | Tabra, Lapointe | Dufour, Lapointe           | 4:07  |
| 11. | Rien à regretter        | Tabra           | Lapointe, Dufour           | 5:42  |